# Guilfoylia monostylis
Guilfoylia monostylis là một loài thực vật có hoa trong họ Surianaceae. Loài này được (Benth.) F.Muell. mô tả khoa học đầu tiên năm 1873.